# آدام اسمیت
آدام اسمیت (۵ ژوئن ۱۷۲۳ – ۱۷ ژوئیه ۱۷۹۰) فیلسوف اخلاق‌گرای اسکاتلندی در دوران روشنگری اسکاتلند است که از او به عنوان پیش‌گام در اقتصاد سیاسی و «پدر علم اقتصاد مدرن» یاد می‌شود. وی همچنین از نظریه‌پردازان اصلی نظام سرمایه‌داری مدرن به‌شمار می‌رود. اسمیت ایده‌های خود در زمینهٔ اقتصاد را در کتاب ثروت ملل خود به تفصیل شرح داده‌است. این نخستین کتاب مدرن علم اقتصاد و شاهکار آدام اسمیت محسوب می‌شود.

## سرگذشت
آدام اسمیت فرزند یک مشاور حقوقی برجسته در شهر تاریخی کیرکالدی در منطقهٔ فایف در اسکاتلند بود. تاریخ دقیق تولد آدام اسمیت به روشنی مشخص نیست ولی مراسم نامگذاری او در پنجم ژوئیهٔ سال ۱۷۲۳ میلادی انجام گرفته‌است. پدرش که او هم آدام اسمیت نام داشت شش ماه قبل از تولد وی درگذشت. او در حدود ۴ سالگی توسط یک گروه از کولی‌ها ربوده‌شد، ولی پس از زمان کوتاهی توسط عموی خود نجات داده شد و به آغوش مادرش بازگشت.
اسمیت در ۱۵ سالگی وارد دانشگاه گلاسگو شد و شروع به خواندن فلسفهٔ اخلاق و فلسفهٔ اجتماعی کرد و در آنجا فلسفهٔ علم اخلاق را تحت نظر فرانسیس هاچسون که اسمیت بعدها او را «هاچستونی که هرگز نباید فراموش شود» خواند فراگرفت. در سال ۱۷۴۰ میلادی اسمیت با بورس ویژهٔ سنل دانشگاه گلاسکو وارد کالج بالیول در دانشگاه آکسفورد شد و در ۱۷۴۶ میلادی آن جا را ترک کرد. در ۱۷۵۱ میلادی با دیوید هیوم نویسنده و فیلسوف با نفوذ و مشهور اسکاتلندی که یک دهه پیش‌کسوت او بود آشنا شد. میان این دو نفر از دیدگاه عقیدتی و شخصی نزدیکی بیشتری نسبت به سایر شخصیت‌های مطرح در روشنگری اسکاتلند وجود داشت. در همین سال اسمیت کرسی استادی دورهٔ آموزش منطق، در دانشگاه گلاسگو را به دست آورد و سال بعد در همین دانشگاه شروع به تدریس منطق کرد.
انتشار کتاب نظریه عواطف اخلاقی در سال ۱۷۶۲ میلادی او را در ردیف نظریه پردازان زمان خود قرار داد. در همین سال دانشگاه گلاسکو نیز عنوان دکترای قوانین (.LL.D) را به اسمیت اعطا کرد ولی سال بعد اسمیت؛ در حین سال تحصیلی، از استادی خود استعفاء کرد تا بتواند به تدریس خصوصی هنری اسکات پسرخواندهٔ چارلز تاون‌شند (رئیس خزانه‌داری از اوت ۱۷۶۶ تا سپتامبر ۱۷۶۷) بپردازد. اسمیت پذیرفت شهریهٔ دانشجویان را بازپرداخت کند ولی دانشجویان نپذیرفتند.
شهر گلاسگو مرکز جدی مطالعه و پژوهش و یکی از کانون‌های روشنگری اسکاتلند بود. وی مدتی به پاریس رفت و با دکتر فرانسوا کنه پزشک دربار لوئی پانزدهم که بنیان‌گذار مکتب اقتصادی فیزیوکراسی بود به گفتگو پرداخت. به رغم عقاید جاری عصر که منبع ثروت را طلا و نقره می‌انگاشت، کنه زمین را یگانه سرچشمه ثروت می‌دانست و عقیده داشت ثروت از تولید سرچشمه می‌گیرد؛ او فقط طبقات کشاورز را مولد واقعی ثروت می‌دانست. آدام اسمیت با دکترین تمایل به کشاورزی کنه و فیزیوکراتها موافق نبود. اسمیت پس از بازگشت به اسکاتلند کتاب بررسی دربارهٔ ماهیت و علل ثروت ملل را در ۱۷۷۶ منتشر کرد.
در نهایت او مأمور عالیرتبهٔ گمرک اسکاتلند و رئیس دانشگاه گلاسگو شد.

## آثار

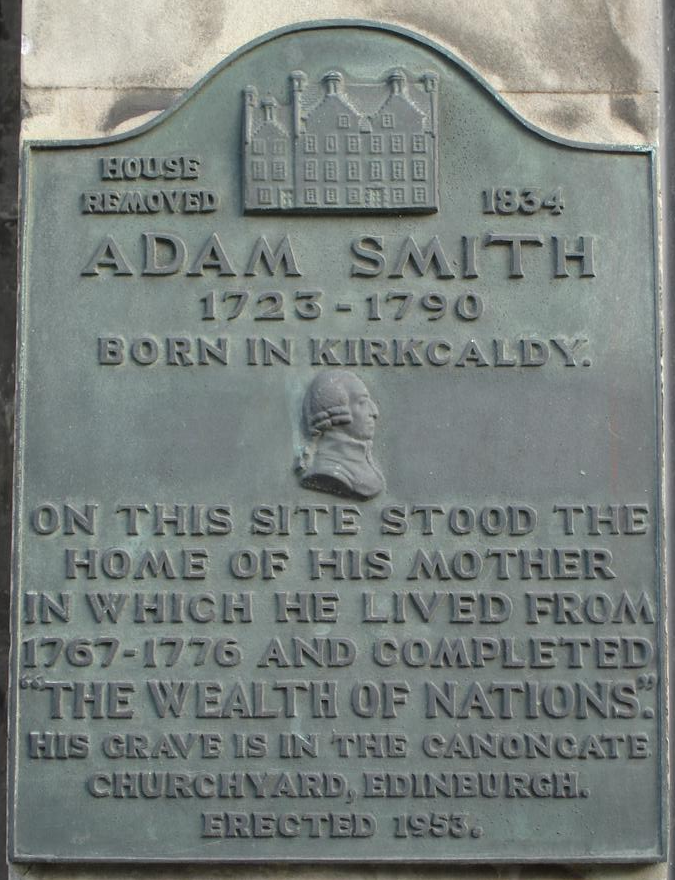
پلاک یادبود آدام اسمیت در شهر کیرک‌کالدی در جائی که خانهٔ مادریش قرار داشته‌است.

او با نوشتن دو کتاب به نام‌های نظریه عواطف اخلاقی در سال ۱۷۵۹ (میلادی) و بررسی دربارهٔ ماهیت و علل ثروت ملل در سال ۱۷۷۶ (میلادی) شناخته شد. کتاب آخر یکی از اولین تلاش‌ها برای مطالعهٔ سیستماتیک پیشرفت تاریخی صنایع و تجارت در اروپا است.
نظرها در مورد این دو کتاب متفاوت است. برخی این دو کتاب را هم‌جهت و برخی ناقض یکدیگر می‌دانند. برخی عنوان می‌کنند که اسمیت به گفته‌هایش در «نظریه عواطف اخلاقی» قلباً باور نداشته و با نگارش آن می‌خواسته جایگاه خود را به عنوان استاد فلسفهٔ اخلاق تثبیت کند. اما به گمان برخی دیگر، نه تنها کتاب اول از روی مصلحت نوشته نشده، بلکه اساساً بررسی دربارهٔ ماهیت و علل ثروت ملل بسط و تعمیم نظریه عواطف اخلاقی در دیگر جنبه‌های رفتار آدمی است. این کتاب هم‌زمان با استقلال ایالات متحده آمریکا (۱۷۷۶ میلادی) نگاشته شده‌است. در میان نظریه‌های اقتصادی، لیبرالیسم اقتصادی یا بازار آزاد، بحث دست نامرئی عامل هماهنگ‌کنندهٔ منافع شخصی و منافع اجتماعی در شرایط رقابت کامل است. اسمیت در کتاب «نظریه عواطف اخلاقی» برای نخستین بار و ۱۷ سال بعد از آن در «ثروت ملل» به کار برده‌است.

به هر حال اسمیت پس از نوشتن کتاب اولش به نوشتن ادامه داده و تجدید نظرهای گسترده به نوشته‌هایش تا مرگ او ادامه داشته‌است. اگر چه ثروت ملل به‌طور گسترده‌ای مورد توجه قرار گرفته ولی اعتقاد بر این است که اسمیت خود نظریه احساسات اخلاقی را به عنوان نوشتهٔ برتر خویش می‌دانسته‌است. یوهان کاسپار اشمیت از بنیان‌گذاران فلسفهٔ آنارشیسم فردگرا برای نخستین بار کتاب ثروت ملل آدام اسمیت را به آلمانی ترجمه کرد. 

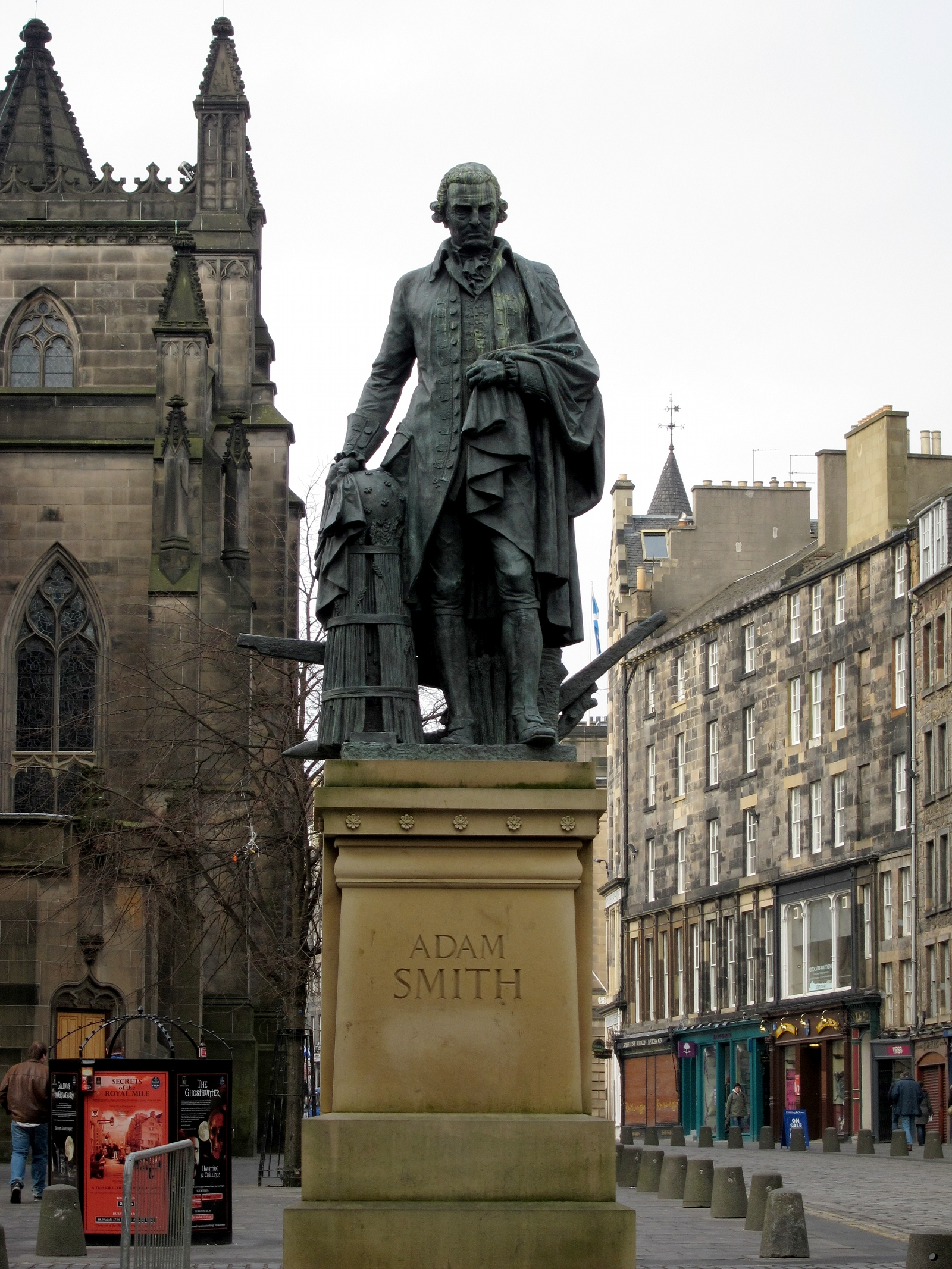
BBC Scotland: Smith statue unveiled پیکرهٔ برنزی آدام اسمیت در ادینبرا که از طریق کمک‌های مالی خصوصی هزینه شده

## نظریهمزیت مطلق
اسمیت مزیت را توانایی تولید یک یا چند کالا با بالاترین کیفیت ممکن نسبت به دیگران تعریف می‌کند. در تجارت بین‌الملل اسمیت بیان می‌کند کشورهایی که در تولید یک یا چند کالا از مزیت برخوردارند تنها باید آن کالای به خصوص را که دارای مزیت است را تولید کنند و کالاهای دیگری را که مورد نیاز است از طریق تجارت با دیگر کشورها به‌دست آورند. در این هنگام هر کشور به تولید محصولی که در آن دارای مزیت مطلق دارد می‌پردازد پس قیمت‌ها پایین می‌آید پس رضایت مردم در استفاده و خرید کالاها بیشتر می‌شود.

## تصویر آدام اسمیت روی اسکناس
در سال ۲۰۰۷، بانک مرکزی بریتانیا سری جدیدی از اسکناس‌های ۲۰ پوندی را با تصویر آدام اسمیت منتشر کرد.

## مخالفت و انتقاد
آلفرد مارشال اقتصاددان برجستهٔ قرن نوزدهم و بنیان‌گذار دانشکدهٔ اقتصاد دانشگاه کمبریج (سال ۱۸۸۵ میلادی) در گفته‌های مختلفی از برداشت‌ها و تعریف‌های اقتصادی آدام اسمیت انتقاد کرده‌است. بنا بر استدلال مارشال: نقش انسان باید به همان میزان که پول مهم است مهم شمرده شود، این مهم است که خدمات هم به عنوان محصولات مهم به حساب آید، و باید تأکید بر رفاه و آسایش انسان، به جای فقط تأکید بر ثروت، وجود داشته باشد. جوزف استیگلیتز اقتصاددان معاصر آمریکایی و منتقد شدید نقش و سیاست‌های صندوق بین‌المللی پول و بانک جهانی و برندهٔ جایزه نوبل اقتصاد در سال ۲۰۰۱، در گفتاری زیر نام ایده‌های بهتر شناخته شدهٔ اسمیت؛ که مفهوم اسمیت بهتر می‌داند هم به کنایه در این نام نهفته‌است، با اشاره به نظریهٔ لیبرالیسم اقتصادی در دست نامرئی آدام اسمیت در کتاب ثروت ملل و دیگر نوشته‌هایش می‌گوید: دلیل این که دست نامرئی غالباً دیده نمی‌شود این است که دست نامرئی وجود ندارد.